# Keyacris marcida
Keyacris marcida är en insektsart som beskrevs av Rehn, J.A.G. 1952. Keyacris marcida ingår i släktet Keyacris och familjen Morabidae. Inga underarter finns listade i Catalogue of Life.